# Neocoleroa alpivaga
Neocoleroa alpivaga är en svampart som tillhör divisionen sporsäcksvampar, och som först beskrevs av Andrea Nograsek, och fick sitt nu gällande namn av Margaret E. Barr. Neocoleroa alpivaga ingår i släktet Neocoleroa, och familjen Pseudoperisporiaceae. Arten är reproducerande i Sverige.